# Волошинов, Виталий Борисович
Вита́лий Бори́сович Воло́шинов (20 марта 1947 года, г. Берлин, Германия — 28 сентября 2019 года, г. Москва,  Россия) — советский и российский физик, учёный  в области акустооптики, заслуженный преподаватель Московского университета.

## Биография
Виталий Борисович окончил  английскую спецшколу № 1 в Сокольниках и музыкальную школу №1 им. С. С. Прокофьева в 1965 году. 
В 1971 году окончил физический факультет Московского государственного университета им. М. В. Ломоносова с отличием и премией за лучшую дипломную работу.
В 1971 — 1973 годах работал в должности инженера и старшего инженера-исследователя в НИИ Приборов космической техники.
В 1977 году по завершении аспирантуры альма-матер защитил кандидатскую диссертацию по теме "Управление световыми пучками с использованием дифракции Брэгга в оптически анизотропной среде" по специальности № 01.04.03 радиофизика и квантовая электроника.
С 1976 года — научный сотрудник физического факультета МГУ.
C 1992 года — доцент физического факультета МГУ.
Подготовил 15 кандидатов наук.
Участник проекта Корпус экспертов по естественным наукам, имеет 1683 цитирования его работ за период после 1976 года.
Скоропостижно скончался 28 сентября 2019 года в Москве.
Похоронен на Митинском кладбище в Москве.

## Научные исследования
Научный руководитель национальных и международных исследовательских проектов и грантов (CRDF, РФФИ и др.).
В 1989 г. создан перестраиваемый широкоапертурный (до 52° оптической апертуры) акустооптический фильтр для обработки изображений в видимом, ближнем и среднем ИК-диапазонах.
В начале 1990-х гг. В. Б. Волошиновым был впервые предложен квазиколлинеарный акустооптический фильтр на кристалле парателлурита, что существенно расширило возможности и диапазон применения акустооптических устройств  .
В начале 2000-х В. Б. Волошинов совместно с Н. В. Поликарповой экспериментально зарегистрировали акустооптическим методом обратное отражение акустических волн на границе раздела двух сред. С этого времени под его руководством началось систематическое исследование этого необычного явления .

## Преподавательская деятельность
На отделении радиофизики читал лекции и спецкурсы, вел физпрактикум:
- Оптическая связь,
- Физические основы электро- и акустооптики[28],
- Акустооптическое взаимодействие в анизотропных средах,
- Современные проблемы акустооптики[29],
- Практикум по физике колебаний.

## Публикации
Опубликовал 335 статей в ведущих отечественных и зарубежных журналах:
Applied Optics, Optical Engineering, Journal Of Optics A: Pure And Applied Optics, Optics & Laser Technology, Optics Letters, Acta Physica Polonica A, Quantum Electronics, Physics of Wave Phenomena, Радиотехника и Электроника, Вестник Московского университета,
3 книги, 139 докладов на конференциях, 222 тезисов докладов, 9 патентов, 2 членства в редколлегиях сборников, 6 членств в комитетах международных конференций, 15 диссертаций, 59 дипломных работ, 21 учебный курс, 1 выступление в СМИ.
- В. Б. Волошинов, О. В. Миронов. Широкоапертурный акустооптический фильтр для среднего ИК диапазона спектра // Оптика и спектроскопия. — 1990. — Т. 68, вып. 2. — С. 452—457.
- Voloshinov, V. B. Acousto-optical filtration of electromagnetic radiation in ultraviolet region :  [англ.] / Ed. by O.Leroy and M.A.Breazeale. — Physical acoustics. Fundamentals and applications. — New York : Plenum Press, 1991. — P. 665-670. — ISBN 978-1461595755.
- Vitaly B. Voloshinov. Close to collinear acousto-optical interaction in paratellurite (англ.) // Optical Engineering. — 1992. — 1 October (vol. 31, iss. 10). — doi:10.1117/12.58877.
- Voloshinov, V. B. Spectral and polarization analysis of optical images by means of acousto-optics :  [англ.] / V. B. Voloshinov, V. Ya. Molchanov, J. C. Mosquera // Optics and Laser Technology. — 1996. — Vol. 28, no. 2. — P. 119-127.
- Sapriel, J. Tunable acousto-optic filters and equalizers for WDM applications :  [англ.] / J. Sapriel, D. Charissoux, V. Voloshinov … [et al.] // J. Lightwave Techn.. — 2002. — Vol. 20, no. 5. — P. 892-899.
- Gupta, N. Hyperspectral imager from ultraviolet to visible, with a KDP acousto-optic tunable acousto-optic filter :  [англ.] / N. Gupta, V. Voloshinov // Applied Optics. — 2004. — Vol. 43, no. 13. — P. 2752-2759.
- Balakshy, V. I. Optical image processing by means of acousto-optic spatial filtration :  [англ.] / V. I. Balakshy, V. B. Voloshinov, T. M. Babkina … [et al.] // Journal of Modern Optics. — 2005. — Vol. 52, no. 1. — P. 1–20.
- Буров, В. А. Акустические волны в метаматериалах, кристаллах и структурах с аномальным преломлением / В. А. Буров, В. Б. Волошинов, К. В. Дмитриев … [и др.] // УФН : журн. — 2011. — С. 1205—1211.
- Парыгин В. Н. Электрооптика, акустооптика и оптическая обработка информации на кафедре физики колебаний МГУ / Парыгин В. Н., Балакший В. И., В. Б. Волошинов, // Радиотехника и электроника : журн. — 2001. — Т. 46, № 7. — С. 775—792.
- Polikarpova N., Voloshinov V. Reflection of Plane Elastic Waves in Acousto-Optic Crystal Tellurium Dioxide // Proc. 5-th World Congress on Ultrasonics WCU 2003, September 7-10,. — Paris, France, 2003. — doi:10.1121/1.3050307.
- Voloshinov, V. B. Acousto-optic investigation of propagation and reflection of acoustic waves in paratellurite crystal :  [англ.] / V. B. Voloshinov, N. V. Polikarpova // Applied Optics. — 2009. — Vol. 48, no. 7. — P. C55-C66.
- Буров, В. А. Акустические волны в метаматериалах, кристаллах и структурах с аномальным преломлением / В. А. Буров, В. Б. Волошинов, К. В. Дмитриев … [и др.] // УФН : журн. — 2011. — Т. 181. — С. 1205—1211. — doi:10.3367/UFNr.0181.201111i.1205.

## Награды и звания
- Премия имени Попова Академии наук СССР (1973)[14].
- Медаль «В память 850-летия Москвы» (1995)[14].
- Почетный профессор Международного научного фонда (1997)[13][14].
- Премия им. Р. В. Хохлова для руководителей дипломных работ, физический факультет, МГУ (1985, 1999, 2000)[14]
- Заслуженный преподаватель Московского университета (2007)[50][51].